# 鈴木脩一
鈴木 脩一（すずき しゅういち、1973年 - ）は、日本の男性アニメプロデューサー。神南スタジオ所属。
2021年4月から渋谷区選出の副業人材「SHIBUYA Growth Guild」のメンバー（応募数692名・採用数11名）としても在籍中。

## 人物
東京都出身、埼玉県在住、青山学院大学経営学部卒業。

## 参加作品

### テレビアニメ
- VENUS PROJECT -CLIMAX-（2015年、製作）
- 枕男子（2015年、プロデューサー）
- 温泉幼精ハコネちゃん（2015年、プロデューサー）
- 魔法少女なんてもういいですから。セカンドシーズン（2016年、プロデューサー）
- パンでPeace!（2016年、プロデューサー）
- あにトレ！XX 〜ひとつ屋根の下で〜（2016年、プロデューサー）
- One Room（2017年、プロデューサー）
- Room Mate（2017年、プロデューサー）
- アホガール（2017年、プロデューサー）
- 徒然チルドレン（2017年、プロデューサー）
- お前はまだグンマを知らない（2018年、プロデューサー）
- ヤマノススメ サードシーズン（2018年、プロデューサー）
- シュタインズ・ゲート ゼロ（2018年、プロデューサー）
- One Room セカンドシーズン（2018年、プロデューサー）
- 火ノ丸相撲（2018年〜2019年、プロデューサー）
- One Room サードシーズン（2020年、プロデューサー）[3]

### OVA
- ヤマノススメ おもいでプレゼント（2017年、プロデューサー）

### テレビ番組
- ClubRAINBOW〜虹色デイズ〜（2016年、プロデューサー）
- しゅみじん。（2020年、プロデューサー）

### ラジオ
- 山口勝平の殿様ラジオGO！（2015年〜2016年、プロデューサー）
- 山口勝平の殿様ラジオGO！ダッシュ！（2016年〜2017年、プロデューサー）
- 和氣あず未と鈴木絵理のハートフルラジオ!（2017年〜2018年、プロデューサー）
- 山口勝平・星守紗凪のかっぺい流!?ボイス道場!（2017年〜2018年、プロデューサー）
- 山口勝平のしゅみじんRADIO!（2020年、プロデューサー）
- 山口勝平のドラマティックRADIO!（2021年〜、プロデューサー）[4]

### 舞台
- モレンジャーV（2016年 IMAホール、プロデューサー）[5]